# Mars (Schokoriegel)

Älteres Mars-Logo

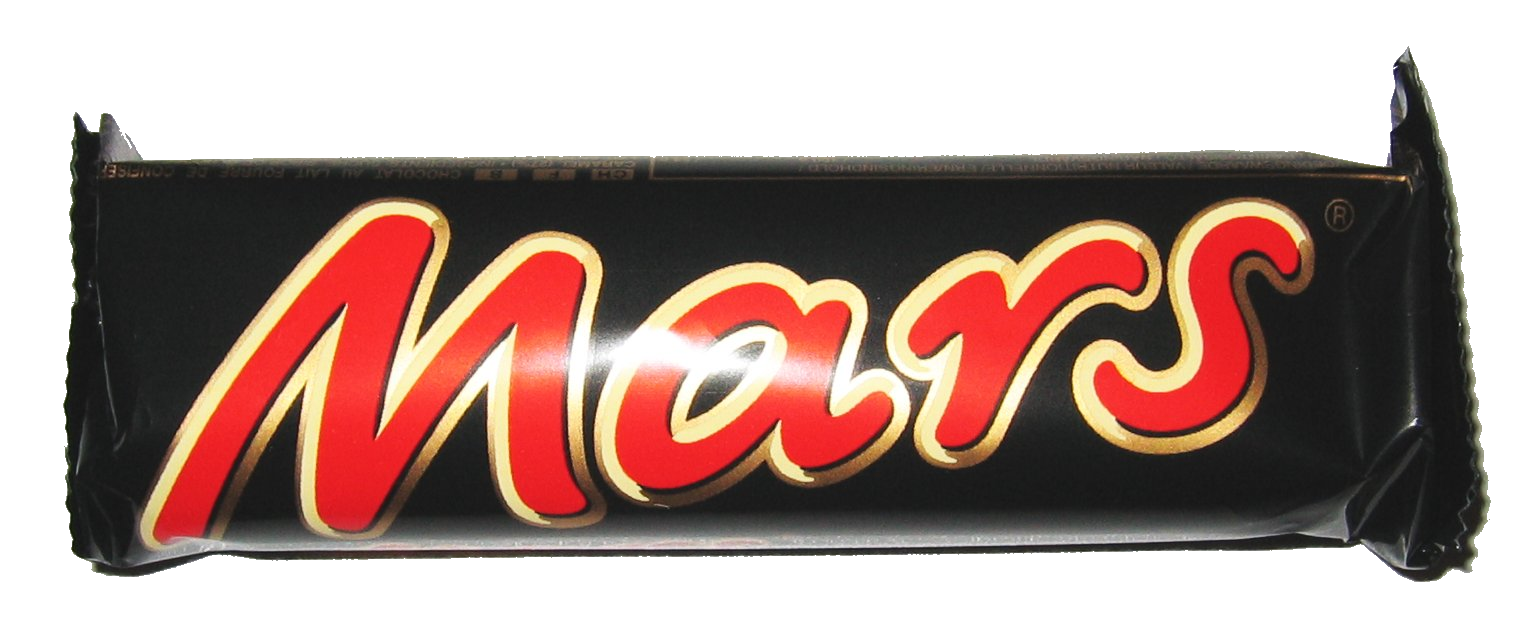
Verpackung eines Mars-Schokoriegels

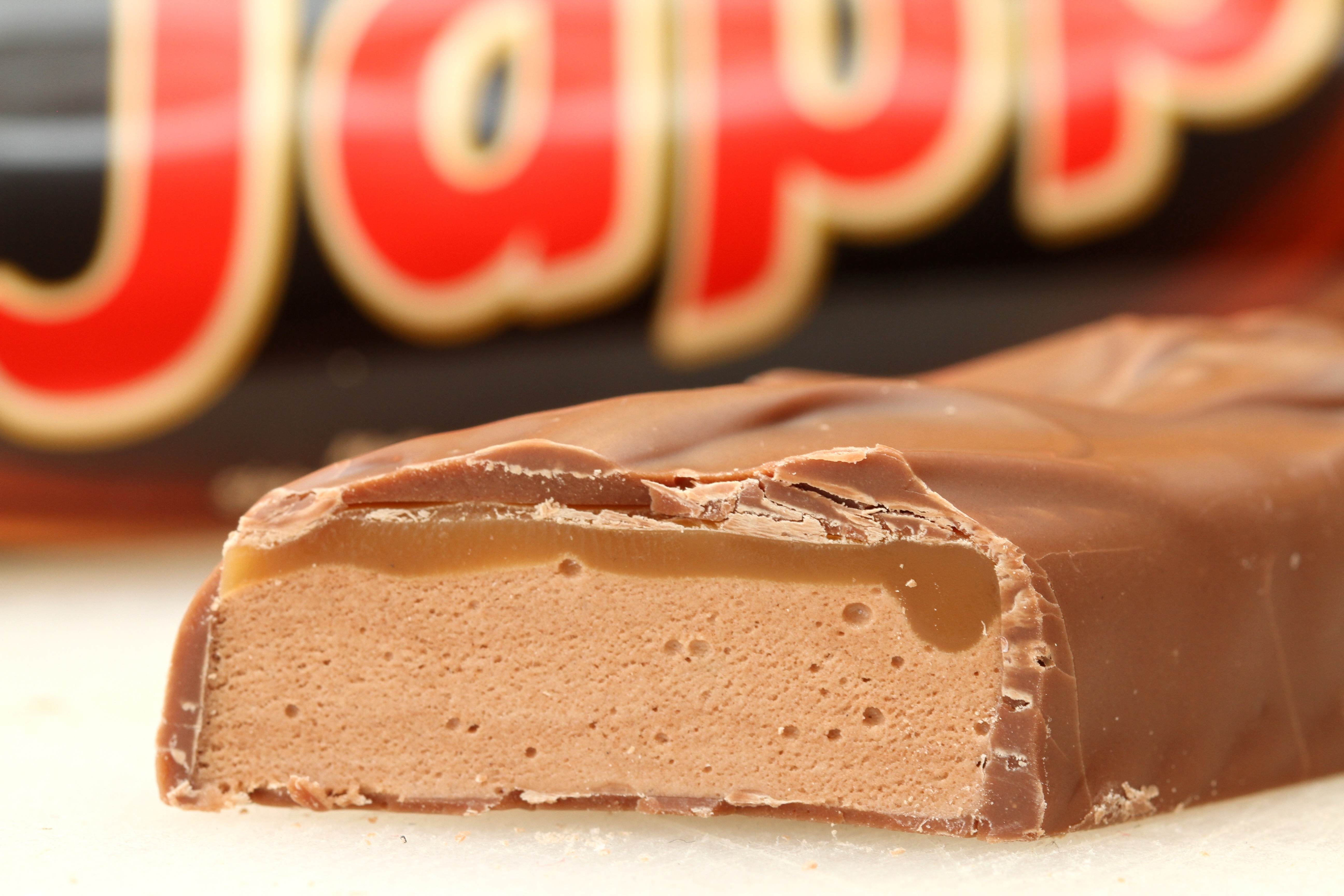
Querschnitt eines Japp-Riegels

Mars ist ein von Mars Incorporated hergestellter mit Schokolade überzogener Karamellriegel. Er besteht aus „Candycreme“ mit einer darüber liegenden Schicht Karamell, umgeben von Milchschokolade.

## Produktpalette und Vermarktung
Der Mars-Riegel wurde 1932 von Forrest Mars, dem Sohn des Firmengründers Frank C. Mars entwickelt. Er basiert auf dem US-amerikanischen Milky Way von 1923 (der europäische Milky Way entspricht dem amerikanischen 3 Musketeers). In Deutschland wurde das Produkt erstmals 1961 verkauft. Erfunden wurde der Riegel in Slough.
In Schweden wird seit 1947 von Marabou der Schokoladenriegel Japp vertrieben, der im Aussehen und in der Verpackung dem Mars-Riegel ähnelt.
Typischerweise enthält eine Verpackung jeweils einen Riegel. Ein Riegel wiegt 51 g, Mars-Mini besteht aus zwei 20-Gramm-Riegeln und ein Mars Kingsize wiegt 80 g. Neuerdings tauchen auch andere Größen auf, so zum Beispiel Einzelriegel mit 51 g und bei Discountern Packungen mit 7(6+1) Riegeln à 45 g. Neben dem klassischen Mars in verschiedenen Größen gibt es auch Mars-Eisriegel oder Mars Planets (kleine Schokokugeln in verschiedenen Geschmacksrichtungen). Mars gibt es zudem in abgewandelten Geschmacksrichtungen (zum Beispiel Mars Midnight mit Zartbitterschokoladenumhüllung, Mars Mandel mit gerösteten Mandelstückchen (seit Februar 2013 nicht mehr erhältlich) und Mars delight mit Knusperkeks und Karamell).
In Deutschland wurden im Jahr 2004 etwa vier Milliarden Euro mit dem Verkauf von Schokoladeprodukten umgesetzt, etwa 24 % davon entfallen dabei auf Schokoriegel. Davon ist Mars einer der meistverkauften in Europa.
Im Internet gibt es Rezepte mit Mars-Riegeln, etwa die Mars-Birnen-Torte. In Schottland werden frittierte Marsriegel verkauft.

### Rückrufaktion 2016
Beginnend am 23. Februar 2016 kam es zur bisher größten Rückrufaktion von Mars-Schokoriegeln. Ein Kunde in Deutschland hatte ein scharfkantiges Plastikteil in einem Mars-Riegel entdeckt, der in der Fabrik in Veghel in den Niederlanden hergestellt worden war. Die Herstellerfirma entschloss sich daraufhin zu einer großen Rückrufaktion. Verschiedene Schokoladenprodukte, die in Veghel hergestellt worden waren (hauptsächlich Mars-Riegel, aber z. B. auch Snickers in den Niederlanden und Milky Way im Vereinigten Königreich), wurden zurückgerufen. Begründet wurde dies damit, dass möglicherweise Kleinkinder beim Verschlucken eventueller weiterer ähnlicher Plastikteile ersticken könnten. 55 Länder waren von der Rückrufaktion betroffen.

## Werbekonzepte und Rezeption
Das erste deutsche Werbemotto von Mars lautete „Mars schmeckt dreifach köstlich“, womit man auf die drei klar unterscheidbaren Einzelbestandteile des Schokoriegels hinwies. Auch der Schriftzug im Logo ist in drei bestimmten Farben gehalten, die die Bestandteile des Produkts und deren Anordnung von innen nach außen versinnbildlichen sollen. Die mit dem Werbespruch geschaffene Idee des besonderen Genusses wurde als Werbelinie auch späterhin beibehalten. Slogans wie „Und du schmeckst die Lust am Leben“ (2003) zielen auf den genießerischen Moment ab.
100 g Mars beinhalten ca. 16,6 g Fett, 61,7 g Zucker und daher 1.880 kJ (= 449 kcal) an Nahrungsenergie (Stand 2017). Damit führen sie dem Körper ca. zehnmal so viel Energie zu wie 100 g Apfel. Dieser Umstand wurde als zweite Schiene in die Produktwerbung eingeführt und wird seither mit dem Konzept „Energie“ sowie „Energiespender“ verfolgt.
Ein Werbeslogan in den 1960er Jahren lautete: „Mars bringt verbrauchte Energie sofort zurück.“ Das Konzept wurde in den 1970er Jahren mit dem Wahlspruch „Mars macht mobil – bei Arbeit, Sport und Spiel!“ inhaltlich weitergeführt; nach einer Pause verwendete Mars ab 2007 den Slogan „Nimm Mars – gib Gas!“
Der erste Werbeslogan wurde in Kreisen von Atomkraftgegnern persifliert. Im Motto „Keinen Atommüll auf den Mars, denn Mars bringt verbrauchte Energie sofort zurück!“ wurden der Name des Produktes und der Begriff Energie wortspielerisch umgedeutet.
Vor und während der Fußball-EM 2008 wurde Mars in der Schweiz als „Hopp“ verkauft. Das geschah in Anlehnung an den Schlachtruf der Schweizer Fußballfans „Hopp, Schwiiz“. Analog dazu hatten die Verpackungen in Österreich zu dieser Zeit den Aufdruck „Reinbeißen, Burschen!“.
In der deutschen Filmkomödie (T)Raumschiff Surprise – Periode 1 von Michael Bully Herbig wird der bekannte Werbespruch „Mars macht mobil“ als „Der Mars macht mobil“ parodiert.
2013 veröffentlichte der Rapper BattleBoi Basti zusammen mit Alligatoah den Song Mars Macht Mobil.